# Comandancia
La comandancia era un tipo de entidad política que estaba bajo la autoridad de un comandante militar o relacionado al ejército.  Fue un tipo de organización administrativa muy común en el Imperio español, destacandose las de Maynas, Patagones y de las Provincias Internas, así como muchas otras en la capitanía general de Filipinas.